# NHL 2022/23
Die NHL-Saison 2022/23 war die 106. Spielzeit der National Hockey League (NHL). Die reguläre Saison wurde vom 7. Oktober 2022 und bis zum 14. April 2023 ausgetragen und von den Boston Bruins dominiert, die mit 65 Siegen und 135 Punkten jeweils neue NHL-Rekorde aufstellten und demzufolge die Presidents’ Trophy gewannen. Connor McDavid wurde sowohl Topscorer als auch bester Torschütze und errang somit Art Ross und Maurice Richard Trophy, bevor er wenig später auch als MVP mit der Hart Memorial Trophy sowie dem Ted Lindsay Award geehrt wurde.
Die Stanley-Cup-Playoffs 2023 begannen am 17. April und endeten am 13. Juni 2023 mit dem 4:1-Erfolg der Vegas Golden Knights gegen die Florida Panthers.

## Ligabetrieb

### Gehaltsobergrenze
Die Gehaltsobergrenze (Salary Cap) wurde für die Saison 2022/23 auf 82,5 Millionen Dollar angehoben.

### Veranstaltungen
Nach zweijähriger Pause werden im Rahmen der NHL Global Series 2022 wieder insgesamt vier Spiele der Hauptrunde in Europa ausgetragen. Am 7. und 8. Oktober 2022 trafen die San Jose Sharks im tschechischen Prag auf die Nashville Predators, was zugleich den Auftakt der regulären Saison darstellte. Am 4. und 5. November 2022 standen sich zudem die Columbus Blue Jackets und die Colorado Avalanche im finnischen Tampere gegenüber. Am 1. Januar 2023 folgte das traditionelle NHL Winter Classic 2023, das die Boston Bruins und Pittsburgh Penguins im Fenway Park in Boston unter freiem Himmel austrugen. Anschließend waren die Florida Panthers Gastgeber des NHL All-Star Game 2023 in der FLA Live Arena am 4. Februar 2023. Als weiteres Freiluftspiel fand in der Folge die NHL Stadium Series 2023 am 18. Februar 2023 zwischen den Carolina Hurricanes und den Washington Capitals im Carter-Finley Stadium von Raleigh statt.

### Arenen
Mit dem Ende des Mietvertrages für die Desert Diamond Arena zogen die Arizona Coyotes zur Saison 2022/23 vorübergehend in die Mullett Arena in Tempe um, die sie voraussichtlich bis mindestens 2025 als Heimspielstätte nutzen werden.

## Entry Draft
Der NHL Entry Draft 2022 fand am 7. und 8. Juli 2022 im Centre Bell in Montréal statt. Mit dem First Overall Draft Pick wählten die gastgebenden Canadiens de Montréal den slowakischen Angreifer Juraj Slafkovský aus, gefolgt von seinem Landsmann Šimon Nemec für die New Jersey Devils sowie von Logan Cooley für die Arizona Coyotes. Insgesamt wurden in sieben Runden 225 Spieler von den NHL-Teams gedraftet.

### Top-5-Picks
| #  | Spieler          | Nationalität       | Position | NHL-Team              | College-/Junioren-/Profi-Team                       |
| -- | ---------------- | ------------------ | -------- | --------------------- | --------------------------------------------------- |
| 1. | Juraj Slafkovský | Slowakei           | LW       | Canadiens de Montréal | TPS Turku (Liiga)                                   |
| 2. | Šimon Nemec      | Slowakei           | D        | New Jersey Devils     | HK Nitra (slowak. Extraliga)                        |
| 3. | Logan Cooley     | Vereinigte Staaten | C        | Arizona Coyotes       | USA Hockey National Team Development Program (USHL) |
| 4. | Shane Wright     | Kanada             | C        | Seattle Kraken        | Kingston Frontenacs (OHL)                           |
| 5. | Cutter Gauthier  | Vereinigte Staaten | LW       | Philadelphia Flyers   | USA Hockey National Team Development Program (USHL) |

## Reguläre Saison

### Tabellen
Abkürzungen: GP = Spiele, W = Siege, L = Niederlagen, OTL = Niederlage nach Overtime bzw. Shootout, GF = Erzielte Tore, GA = Gegentore, Pts = Punkte

Erläuterungen:  = Playoff-Qualifikation,  = Conference-Sieger,  = Presidents’-Trophy-Gewinner

#### Eastern Conference

##### Atlantic Division
| Rang | Atlantic Division   | GP | W  | L  | OTL | GF  | GA  | Pts |
| ---- | ------------------- | -- | -- | -- | --- | --- | --- | --- |
| 1.   | Boston Bruins       | 82 | 65 | 12 | 5   | 305 | 177 | 135 |
| 2.   | Toronto Maple Leafs | 82 | 50 | 21 | 11  | 279 | 222 | 111 |
| 3.   | Tampa Bay Lightning | 82 | 46 | 30 | 6   | 283 | 254 | 98  |

##### Metropolitan Division
| Rang | Metropolitan Division | GP | W  | L  | OTL | GF  | GA  | Pts |
| ---- | --------------------- | -- | -- | -- | --- | --- | --- | --- |
| 1.   | Carolina Hurricanes   | 82 | 52 | 21 | 9   | 266 | 213 | 113 |
| 2.   | New Jersey Devils     | 82 | 52 | 22 | 8   | 291 | 226 | 112 |
| 3.   | New York Rangers      | 82 | 47 | 22 | 13  | 277 | 219 | 107 |

##### Wild-Card-Teams
| Rang | Wild-Card-Teams       | Division | GP | W  | L  | OTL | GF  | GA  | Pts |
| ---- | --------------------- | -------- | -- | -- | -- | --- | --- | --- | --- |
| 1.   | New York Islanders    | MET      | 82 | 42 | 31 | 9   | 243 | 222 | 93  |
| 2.   | Florida Panthers      | ATL      | 82 | 42 | 32 | 8   | 290 | 273 | 92  |
|      |                       |          |    |    |    |     |     |     |     |
| 3.   | Pittsburgh Penguins   | MET      | 82 | 40 | 31 | 11  | 262 | 264 | 91  |
| 4.   | Buffalo Sabres        | ATL      | 82 | 42 | 33 | 7   | 296 | 300 | 91  |
| 5.   | Ottawa Senators       | ATL      | 82 | 39 | 35 | 8   | 261 | 271 | 86  |
| 6.   | Detroit Red Wings     | ATL      | 82 | 35 | 37 | 10  | 240 | 279 | 80  |
| 7.   | Washington Capitals   | MET      | 82 | 35 | 37 | 10  | 255 | 265 | 80  |
| 8.   | Philadelphia Flyers   | MET      | 82 | 31 | 38 | 13  | 222 | 277 | 75  |
| 9.   | Canadiens de Montréal | ATL      | 82 | 31 | 45 | 6   | 232 | 307 | 68  |
| 10.  | Columbus Blue Jackets | MET      | 82 | 25 | 48 | 9   | 214 | 330 | 59  |

#### Western Conference

##### Central Division
| Rang | Central Division   | GP | W  | L  | OTL | GF  | GA  | Pts |
| ---- | ------------------ | -- | -- | -- | --- | --- | --- | --- |
| 1.   | Colorado Avalanche | 82 | 51 | 24 | 7   | 280 | 226 | 109 |
| 2.   | Dallas Stars       | 82 | 47 | 21 | 14  | 285 | 218 | 108 |
| 3.   | Minnesota Wild     | 82 | 46 | 25 | 11  | 246 | 225 | 103 |

##### Pacific Division
| Rang | Pacific Division     | GP | W  | L  | OTL | GF  | GA  | Pts |
| ---- | -------------------- | -- | -- | -- | --- | --- | --- | --- |
| 1.   | Vegas Golden Knights | 82 | 51 | 22 | 9   | 272 | 229 | 111 |
| 2.   | Edmonton Oilers      | 82 | 50 | 23 | 9   | 325 | 260 | 109 |
| 3.   | Los Angeles Kings    | 82 | 47 | 25 | 10  | 280 | 257 | 104 |

##### Wild-Card-Teams
| Rang | Wild-Card-Teams     | Division | GP | W  | L  | OTL | GF  | GA  | Pts |
| ---- | ------------------- | -------- | -- | -- | -- | --- | --- | --- | --- |
| 1.   | Seattle Kraken      | PAC      | 82 | 46 | 28 | 8   | 289 | 256 | 100 |
| 2.   | Winnipeg Jets       | CEN      | 82 | 46 | 33 | 3   | 247 | 225 | 95  |
|      |                     |          |    |    |    |     |     |     |     |
| 3.   | Calgary Flames      | PAC      | 82 | 38 | 27 | 17  | 260 | 252 | 93  |
| 4.   | Nashville Predators | CEN      | 82 | 42 | 32 | 8   | 229 | 238 | 92  |
| 5.   | Vancouver Canucks   | PAC      | 82 | 38 | 37 | 7   | 276 | 298 | 83  |
| 6.   | St. Louis Blues     | CEN      | 82 | 37 | 38 | 7   | 263 | 301 | 81  |
| 7.   | Arizona Coyotes     | CEN      | 82 | 28 | 40 | 14  | 228 | 299 | 70  |
| 8.   | San Jose Sharks     | PAC      | 82 | 22 | 44 | 16  | 234 | 321 | 60  |
| 9.   | Chicago Blackhawks  | CEN      | 82 | 26 | 49 | 7   | 204 | 301 | 59  |
| 10.  | Anaheim Ducks       | PAC      | 82 | 23 | 47 | 12  | 209 | 338 | 58  |

### Beste Scorer

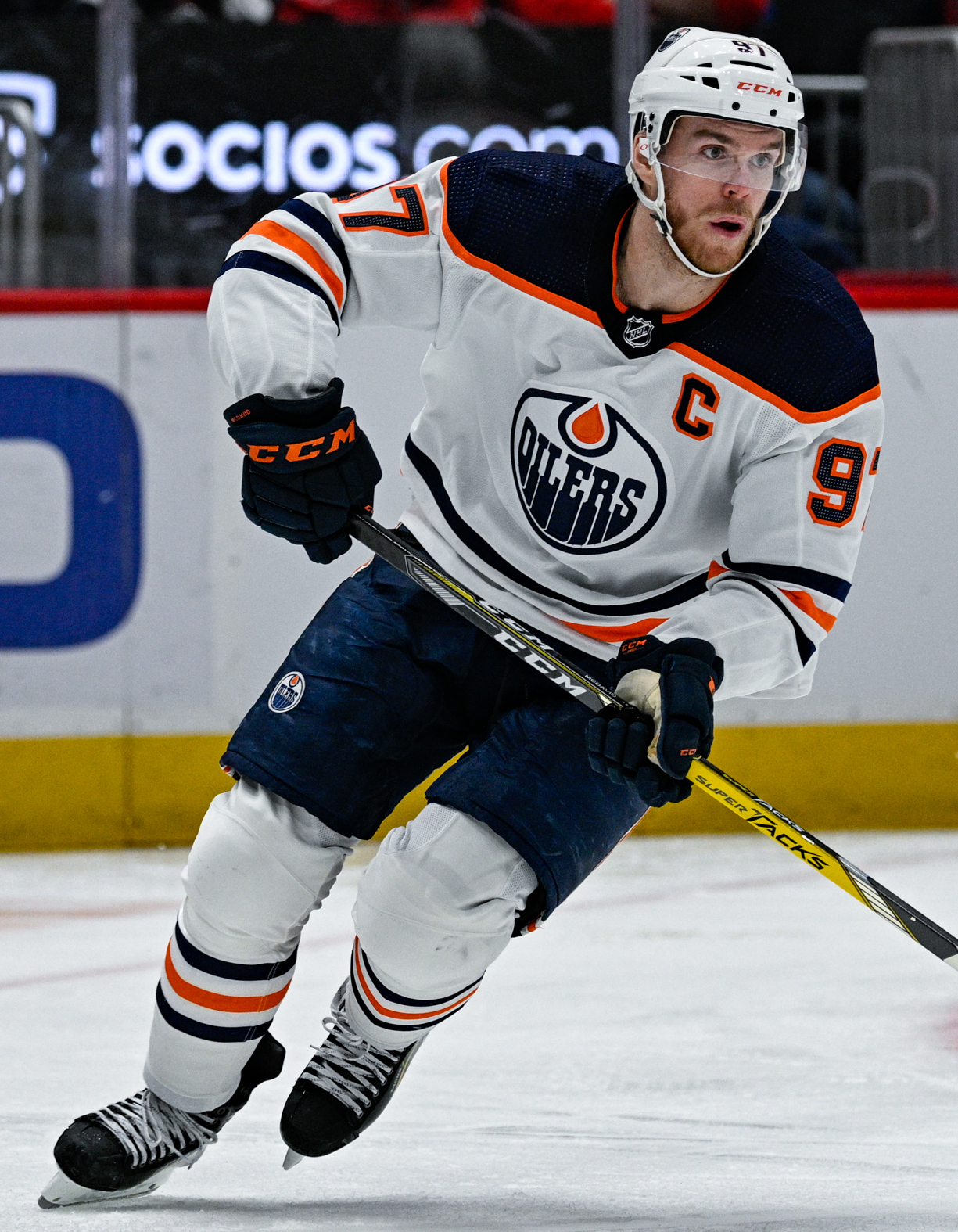
Connor McDavid, bester Scorer und Torschütze und Gewinner dieser Saison

Nach der deutlichen Steigerung zum Vorjahr fielen in dieser Spielzeit im Schnitt noch einmal mehr Tore pro Spiel, mit 3,18 so viele wie zuletzt in der Saison 1993/94 (3,24). Demzufolge sah die Liga erneut diverse Scoring-Bestwerte, allen voran Connor McDavid, der mit 153 Punkten die Art Ross Trophy als Topscorer gewann und dabei so viele Punkte verzeichnete wie zuletzt Mario Lemieux (161 Punkte; 1995/96). Seine 64 erzielten Treffer führten auch zum Gewinn der Maurice Richard Trophy als bester Torjäger, sodass erstmals seit Alexander Owetschkin im Jahre 2008 ein Akteur beide Trophäen gleichzeitig errang. Insgesamt erreichten elf Spieler die Marke von 100 Punkten, darunter mit Erik Karlsson (101) auch erstmals seit 1992 (Brian Leetch) wieder ein Abwehrspieler. Die Plus/Minus-Statistik führte derweil Hampus Lindholm mit einem Wert von +49 an.
Abkürzungen: Sp = Spiele, T = Tore, V = Assists, Pkt = Punkte, +/− = Plus/Minus, SM = Strafminuten; Fett: Bestwert
| Spieler             | Mannschaft          | Sp | T  | V  | Pkt | +/− | SM  |
| ------------------- | ------------------- | -- | -- | -- | --- | --- | --- |
| Connor McDavid      | Edmonton Oilers     | 82 | 64 | 89 | 153 | +22 | 36  |
| Leon Draisaitl      | Edmonton Oilers     | 80 | 52 | 76 | 128 | +7  | 24  |
| David Pastrňák      | Boston Bruins       | 82 | 61 | 52 | 113 | +34 | 38  |
| Nikita Kutscherow   | Tampa Bay Lightning | 82 | 30 | 83 | 113 | −2  | 36  |
| Nathan MacKinnon    | Colorado Avalanche  | 71 | 42 | 69 | 111 | +29 | 30  |
| Jason Robertson     | Dallas Stars        | 82 | 46 | 63 | 109 | +37 | 20  |
| Matthew Tkachuk     | Florida Panthers    | 79 | 40 | 69 | 109 | +29 | 123 |
| Mikko Rantanen      | Colorado Avalanche  | 82 | 55 | 50 | 105 | +15 | 82  |
| Ryan Nugent-Hopkins | Edmonton Oilers     | 82 | 37 | 67 | 104 | +12 | 35  |
| Elias Pettersson    | Vancouver Canucks   | 80 | 39 | 63 | 102 | +16 | 14  |

### Beste Torhüter
Die kombinierte Tabelle zeigt die jeweils drei besten Torhüter in den Kategorien Gegentorschnitt und Fangquote sowie die jeweils Führenden in den Kategorien Shutouts und Siege.
Abkürzungen: GP = Spiele, TOI = Eiszeit (in Minuten), W = Siege, L = Niederlagen, OTL = Overtime-Niederlagen, GA = Gegentore, SO = Shutouts, Sv% = gehaltene Schüsse (in %), GAA = Gegentorschnitt; Fett: Saisonbestwert
Es werden nur Torhüter erfasst, die mindestens 25 Spiele absolviert haben. Sortiert nach bestem Gegentorschnitt.
| Spieler          | Team                | GP | TOI     | W  | L  | OTL | GA  | SO | Sv%  | GAA  |
| ---------------- | ------------------- | -- | ------- | -- | -- | --- | --- | -- | ---- | ---- |
| Linus Ullmark    | Boston Bruins       | 49 | 2882:12 | 40 | 6  | 1   | 91  | 2  | 93,8 | 1,89 |
| Filip Gustavsson | Minnesota Wild      | 39 | 2310:56 | 22 | 9  | 7   | 81  | 3  | 93,1 | 2,10 |
| Antti Raanta     | Carolina Hurricanes | 27 | 1561:13 | 19 | 3  | 3   | 58  | 4  | 91,0 | 2,23 |
| Ilja Sorokin     | New York Islanders  | 62 | 3587:04 | 31 | 22 | 7   | 140 | 6  | 92,4 | 2,34 |

### Beste Rookiescorer
Matty Beniers führte die Rookie-Scorerliste mit 57 Punkten an und teilte sich die Torjägerkrone mit Wyatt Johnston, der ebenfalls 24 Treffer erzielte. Auch führte Beniers die Plus/Minus-Statistik mit einem Wert von +14 an, während Matias Maccelli die meisten Vorlagen gab (38). Punktbester Abwehrspieler unter den Neulingen der Liga wurde derweil Owen Power mit 35 Punkten.
Abkürzungen: Sp = Spiele, T = Tore, V = Assists, Pkt = Punkte, +/− = Plus/Minus, SM = Strafminuten; Fett: Bestwert
| Spieler         | Mannschaft            | Sp | T  | V  | Pkt | +/− | SM |
| --------------- | --------------------- | -- | -- | -- | --- | --- | -- |
| Matty Beniers   | Seattle Kraken        | 80 | 24 | 33 | 57  | +14 | 2  |
| Matias Maccelli | Arizona Coyotes       | 64 | 11 | 38 | 49  | ±0  | 18 |
| Mason McTavish  | Anaheim Ducks         | 80 | 17 | 26 | 43  | −19 | 44 |
| Wyatt Johnston  | Dallas Stars          | 82 | 24 | 17 | 41  | +6  | 20 |
| Kent Johnson    | Columbus Blue Jackets | 79 | 16 | 24 | 40  | −19 | 14 |

## Stanley-Cup-Playoffs
|  | Conference-Viertelfinale | Conference-Viertelfinale | Conference-Viertelfinale |      |                      | Conference-Halbfinale | Conference-Halbfinale | Conference-Halbfinale |  |  | Conference-Finale | Conference-Finale | Conference-Finale |  |  | Stanley-Cup-Finale | Stanley-Cup-Finale | Stanley-Cup-Finale |
|  |                          |                          |                          |      |                      |                       |                       |                       |  |  |                   |                   |                   |  |  |                    |                    |                    |
|  | A1                       | Boston Bruins            | 3                        |      |                      |                       |                       |                       |  |  |                   |                   |                   |  |  |                    |                    |                    |
|  | EWC2                     | Florida Panthers         | 4                        |      |                      |                       |                       |                       |  |  |                   |                   |                   |  |  |                    |                    |                    |
|  | EWC2                     | Florida Panthers         | 4                        | EWC2 | Florida Panthers     | 4                     |                       |                       |  |  |                   |                   |                   |  |  |                    |                    |                    |
|  |                          |                          |                          | EWC2 | Florida Panthers     | 4                     | Eastern Conference    |                       |  |  |                   |                   |                   |  |  |                    |                    |                    |
|  |                          | A2                       | Toronto Maple Leafs      | 1    |                      |                       |                       |                       |  |  |                   |                   |                   |  |  |                    |                    |                    |
|  | A2                       | A2                       | Toronto Maple Leafs      | 1    | Toronto Maple Leafs  | 4                     |                       |                       |  |  |                   |                   |                   |  |  |                    |                    |                    |
|  | A2                       |                          |                          |      | Toronto Maple Leafs  | 4                     |                       |                       |  |  |                   |                   |                   |  |  |                    |                    |                    |
|  | A3                       | Tampa Bay Lightning      | 2                        |      |                      |                       |                       |                       |  |  |                   |                   |                   |  |  |                    |                    |                    |
|  | A3                       | Tampa Bay Lightning      | 2                        | EWC2 | Florida Panthers     | 4                     |                       |                       |  |  |                   |                   |                   |  |  |                    |                    |                    |
|  |                          |                          |                          |      |                      |                       |                       |                       |  |  |                   |                   |                   |  |  |                    |                    |                    |
|  |                          | M1                       | Carolina Hurricanes      | 0    |                      |                       |                       |                       |  |  |                   |                   |                   |  |  |                    |                    |                    |
|  | M1                       | M1                       | Carolina Hurricanes      | 0    | Carolina Hurricanes  | 4                     |                       |                       |  |  |                   |                   |                   |  |  |                    |                    |                    |
|  | M1                       |                          |                          |      | Carolina Hurricanes  | 4                     |                       |                       |  |  |                   |                   |                   |  |  |                    |                    |                    |
|  | EWC1                     | New York Islanders       | 2                        |      |                      |                       |                       |                       |  |  |                   |                   |                   |  |  |                    |                    |                    |
|  | EWC1                     | New York Islanders       | 2                        | M1   | Carolina Hurricanes  | 4                     |                       |                       |  |  |                   |                   |                   |  |  |                    |                    |                    |
|  |                          |                          |                          | M1   | Carolina Hurricanes  | 4                     |                       |                       |  |  |                   |                   |                   |  |  |                    |                    |                    |
|  |                          | M2                       | New Jersey Devils        | 1    |                      |                       |                       |                       |  |  |                   |                   |                   |  |  |                    |                    |                    |
|  | M2                       | M2                       | New Jersey Devils        | 1    | New Jersey Devils    | 4                     |                       |                       |  |  |                   |                   |                   |  |  |                    |                    |                    |
|  | M2                       |                          |                          |      | New Jersey Devils    | 4                     |                       |                       |  |  |                   |                   |                   |  |  |                    |                    |                    |
|  | M3                       | New York Rangers         | 3                        |      |                      |                       |                       |                       |  |  |                   |                   |                   |  |  |                    |                    |                    |
|  | M3                       | New York Rangers         | 3                        | EWC2 | Florida Panthers     | 1                     |                       |                       |  |  |                   |                   |                   |  |  |                    |                    |                    |
|  |                          |                          |                          |      |                      |                       |                       |                       |  |  |                   |                   |                   |  |  |                    |                    |                    |
|  |                          | P1                       | Vegas Golden Knights     | 4    |                      |                       |                       |                       |  |  |                   |                   |                   |  |  |                    |                    |                    |
|  | C1                       | P1                       | Vegas Golden Knights     | 4    | Colorado Avalanche   | 3                     |                       |                       |  |  |                   |                   |                   |  |  |                    |                    |                    |
|  | C1                       |                          |                          |      | Colorado Avalanche   | 3                     |                       |                       |  |  |                   |                   |                   |  |  |                    |                    |                    |
|  | WWC1                     | Seattle Kraken           | 4                        |      |                      |                       |                       |                       |  |  |                   |                   |                   |  |  |                    |                    |                    |
|  | WWC1                     | Seattle Kraken           | 4                        | WWC1 | Seattle Kraken       | 3                     |                       |                       |  |  |                   |                   |                   |  |  |                    |                    |                    |
|  |                          |                          |                          | WWC1 | Seattle Kraken       | 3                     |                       |                       |  |  |                   |                   |                   |  |  |                    |                    |                    |
|  |                          | C2                       | Dallas Stars             | 4    |                      |                       |                       |                       |  |  |                   |                   |                   |  |  |                    |                    |                    |
|  | C2                       | C2                       | Dallas Stars             | 4    | Dallas Stars         | 4                     |                       |                       |  |  |                   |                   |                   |  |  |                    |                    |                    |
|  | C2                       |                          |                          |      | Dallas Stars         | 4                     |                       |                       |  |  |                   |                   |                   |  |  |                    |                    |                    |
|  | C3                       | Minnesota Wild           | 2                        |      |                      |                       |                       |                       |  |  |                   |                   |                   |  |  |                    |                    |                    |
|  | C3                       | Minnesota Wild           | 2                        | C2   | Dallas Stars         | 2                     |                       |                       |  |  |                   |                   |                   |  |  |                    |                    |                    |
|  |                          |                          |                          |      |                      |                       |                       |                       |  |  |                   |                   |                   |  |  |                    |                    |                    |
|  |                          | P1                       | Vegas Golden Knights     | 4    |                      |                       |                       |                       |  |  |                   |                   |                   |  |  |                    |                    |                    |
|  | P1                       | P1                       | Vegas Golden Knights     | 4    | Vegas Golden Knights | 4                     |                       |                       |  |  |                   |                   |                   |  |  |                    |                    |                    |
|  | P1                       |                          |                          |      | Vegas Golden Knights | 4                     |                       |                       |  |  |                   |                   |                   |  |  |                    |                    |                    |
|  | WWC2                     | Winnipeg Jets            | 1                        |      |                      |                       |                       |                       |  |  |                   |                   |                   |  |  |                    |                    |                    |
|  | WWC2                     | Winnipeg Jets            | 1                        | P1   | Vegas Golden Knights | 4                     |                       |                       |  |  |                   |                   |                   |  |  |                    |                    |                    |
|  |                          |                          |                          | P1   | Vegas Golden Knights | 4                     | Western Conference    |                       |  |  |                   |                   |                   |  |  |                    |                    |                    |
|  |                          | P2                       | Edmonton Oilers          | 2    |                      |                       |                       |                       |  |  |                   |                   |                   |  |  |                    |                    |                    |
|  | P2                       | P2                       | Edmonton Oilers          | 2    | Edmonton Oilers      | 4                     |                       |                       |  |  |                   |                   |                   |  |  |                    |                    |                    |
|  | P2                       |                          |                          |      | Edmonton Oilers      | 4                     |                       |                       |  |  |                   |                   |                   |  |  |                    |                    |                    |
|  | P3                       | Los Angeles Kings        | 2                        |      |                      |                       |                       |                       |  |  |                   |                   |                   |  |  |                    |                    |                    |

## NHL Awards und vergebene Trophäen
| Auszeichnung                          | Auszeichnung                 | Team                 |
| ------------------------------------- | ---------------------------- | -------------------- |
| Stanley Cup                           | Stanley Cup                  | Vegas Golden Knights |
| Clarence S. Campbell Bowl             | Clarence S. Campbell Bowl    | Vegas Golden Knights |
| Prince of Wales Trophy                | Prince of Wales Trophy       | Florida Panthers     |
| Presidents’ Trophy                    | Presidents’ Trophy           | Boston Bruins        |
| Auszeichnung                          | Spieler                      | Team                 |
| Art Ross Trophy                       | Connor McDavid               | Edmonton Oilers      |
| Bill Masterton Memorial Trophy        | Kris Letang                  | Pittsburgh Penguins  |
| Calder Memorial Trophy                | Matty Beniers                | Seattle Kraken       |
| Conn Smythe Trophy                    | Jonathan Marchessault        | Vegas Golden Knights |
| Frank J. Selke Trophy                 | Patrice Bergeron             | Boston Bruins        |
| Hart Memorial Trophy                  | Connor McDavid               | Edmonton Oilers      |
| Jack Adams Award                      | Jim Montgomery               | Boston Bruins        |
| James Norris Memorial Trophy          | Erik Karlsson                | San Jose Sharks      |
| King Clancy Memorial Trophy           | Mikael Backlund              | Calgary Flames       |
| Lady Byng Memorial Trophy             | Anže Kopitar                 | Los Angeles Kings    |
| Mark Messier Leadership Award         | Steven Stamkos               | Tampa Bay Lightning  |
| Maurice ‚Rocket‘ Richard Trophy       | Connor McDavid               | Edmonton Oilers      |
| NHL General Manager of the Year Award | Jim Nill                     | Dallas Stars         |
| NHL Plus/Minus Award (inoffiziell)    | Hampus Lindholm              | Boston Bruins        |
| Ted Lindsay Award                     | Connor McDavid               | Edmonton Oilers      |
| Vezina Trophy                         | Linus Ullmark                | Boston Bruins        |
| William M. Jennings Trophy            | Linus Ullmark Jeremy Swayman | Boston Bruins        |

### All-Star-Teams
| First All-Star-Team |                                                   |
| Angriff:            | Jason Robertson – Connor McDavid – David Pastrňák |
| Verteidigung:       | Adam Fox – Erik Karlsson                          |
| Tor:                | Linus Ullmark                                     |

| Second All-Star-Team |                                                   |
| Angriff:             | Artemi Panarin – Leon Draisaitl – Matthew Tkachuk |
| Verteidigung:        | Hampus Lindholm – Cale Makar                      |
| Tor:                 | Ilja Sorokin                                      |

### All-Rookie-Team
| All-Rookie-Team |                                                  |
| Angriff:        | Matty Beniers – Wyatt Johnston – Matias Maccelli |
| Verteidigung:   | Owen Power – Jake Sanderson                      |
| Tor:            | Stuart Skinner                                   |